# ایلهان شن
ایلهان شَن (به ترکی‌استانبولی:İlhan Şen)، زادهٔ ۱۹ دسامبر 1989 بازیگر و مدل اهل کشور ترکیه است.

## فیلم‌شناسی
| تلویزیون   | تلویزیون                      | تلویزیون          | تلویزیون    | تلویزیون   |
| ---------- | ----------------------------- | ----------------- | ----------- | ---------- |
| سال        | نام                           | نقش               | توضیحات     | شبکه       |
| ۲۰۱۸       | محمد فاتح یک جهان             | شاهزاده علاءالدین | بازیگر مکمل | کانال د    |
| ۲۰۱۸       | تپۀ شاهین                     | مِته               | بازیگر مکمل | آ تی‌وی     |
| ۲۰۱۹       | راهزنان در دنیا حکومت نمی‌کنند | فرمان فاچالی      | بازیگر مکمل | آ تی‌وی     |
| ۲۰۲۰       | رامو                          | نِجو               | بازیگر مکمل | شو تی‌وی    |
| ۲۰۲۱       | خیلی منتظرت ماندم             | ارول ارَن          | بازیگر مکمل | استار تی‌وی |
| ۲۰۲۱-۲۰۲۲  | عشق، منطق، انتقام             | اوزان کُرفالی      | نقش اصلی    | فاکس       |
| ۲۰۲۲-      | زمان عاشقی                    | کاعان کریم‌اوغلو   | نقش اصلی    | آ تی‌وی     |
| ۲۰۲۳-اکنون | یاقوت کبود                    | آتش گل‌سوی         |             | آ تی‌وی     |

| سینما | سینما    | سینما | سینما       |
| ----- | -------- | ----- | ----------- |
| سال   | نام      | نقش   | توضیحات     |
| ۲۰۲۲  | ما اینیم | مدل   | بازیگر مکمل |

این بازیگر موفق در سال ۲۰۲۴ در یک سریال دیجیتالی بازی کرده که محصول مشترک ایران و ترکیه بوده است،بلیط یک طرفه.در این سریال اون به کاراکتر سردار جان میدهد که یک کمیسر است،در این سریال با بازیگرانی از جمله ارکان پتککایا،گیزم کاراجا و بازیگران ایرانی همچون حامد کمیلی و علی شادمان همبازی بوده است. 
ایلهان در سال ۲۰۲۵ سریال دیجیتالی متفاوتی را بازی کرده که ژانر اکشن و جنگی دارد به نام کلاه سیاه و به کاراکتر ولکان که یک تانک سوار است جان. میدهد،پارتنر او در ایت سریال اوزگه گورل است. 